# بيريك آرين
بيريك آرين (بالقازاقية: Берік Сақбайұлы Арын من مواليد 5 يونيو 1969) هو دبلوماسي كازاخستاني يشغل حاليًا منصب المدير العام للمنظمة الإسلامية للأمن الغذائي منذ 22 أبريل 2024.

## سيرة شخصية
خدم في العسكر في الفترة من 1987 إلى 1989.
تلقى تعليمه في جامعة الفارابي الوطنية حيث حصل على درجة في الفيلولوجيا والدراسات الشرقية في عام 1994، وحصل على بكالوريوس في القانون من جامعة كازاخستان للعلوم الإنسانية والقانون في عام 2007، وماجستير في الدراسات الإقليمية من جامعة الأوراسيا الوطنية في عام 2020. يجيد بيريك آرين اللغات الكازاخية والعربية والإنجليزية والروسية.
- بعد ذلك، شغل منصب ملحق في وزارة الخارجية لجمهورية كازاخستان من 1994 إلى 1996. من 1996 إلى 2001، عمل في سفارة جمهورية كازاخستان في المملكة العربية السعودية في مختلف المناصب الدبلوماسية.
- في الفترة من 2001 إلى 2002، كان رئيس قسم الشرق الأوسط وأفريقيا في وزارة الخارجية لجمهورية كازاخستان، ومن 2002 إلى 2006 شغل منصب مستشار في سفارة جمهورية كازاخستان في مصر. في 2006 و2007، كان مفتشًا أول في إدارة رئيس جمهورية كازاخستان.
- في الفترة من 2007 إلى 2009، كان رئيس قسم العلاقات البرلمانية الدولية في إدارة مجلس الشيوخ في برلمان جمهورية كازاخستان. من 2009 إلى 2011، شغل منصب نائب رئيس إدارة مجلس الشيوخ في برلمان جمهورية كازاخستان.
- من 2011 إلى 2016، شغل منصب سفير فوق العادة ومفوض لجمهورية كازاخستان لدى مصر. خلال نفس الفترة، كان سفيرًا غير مقيم لدى المغرب، وممثل كازاخستان لدى المجلس التنفيذي لمنظمة العالم الإسلامي للتربية والعلوم والثقافة (الإيسيسكو)، والممثل الدائم لكازاخستان لدى جامعة الدول العربية. في الفترة من 2013 إلى 2014، كان الممثل الدائم لكازاخستان لدى الاتحاد الأفريقي. في الفترة من 2015 إلى 2016، شغل منصب سفير غير مقيم لدى تونس و الجزائر.
- من 2016 إلى 2018، شغل منصب نائب وزير الشؤون الدينية والمجتمع المدني لكازاخستان، ومن 2018 إلى مارس 2019، كان نائب وزير التنمية الاجتماعية .
- من مارس 2019 إلى أبريل 2024، شغل منصب سفير فوق العادة ومفوض لجمهورية كازاخستان لدى المملكة العربية السعودية، والممثل الدائم لكازاخستان لدى منظمة التعاون الإسلامي. خلال نفس الفترة، كان سفيرًا غير مقيم فوق العادة ومفوض لدى البحرين.
- وفي 22 أبريل 2024 تم انتخابه مديراً عاماً جديداً للمنظمة الإسلامية للأمن الغذائي.

## جوائز
حصل بيريك آرين على العديد من الأوسمة والجوائز، بما في ذلك وسام "كورمت" في عام 2012، وميدالية "امتنان الشعب" في عام 2020، بالإضافة إلى ميداليات تذكارية لمناسبات مختلفة تخص ذكرى دستور واستقلال كازاخستان. حصل أيضًا على خطابات شكر من رئيس كازاخستان في عامي 2010 و2019، وشهادة شرف للجمعية البرلمانية لدول الكومنولث المستقلة في عام 2008، وشهادة شرف لمجلس الشيوخ لبرلمان جمهورية كازاخستان في عام 2010، والميدالية الذهبية للإيسيسكو في عام 2012، وميدالية "للعمل الجيد" من جامعة كازاخستان الوطنية في عام 2019، وشارات للمساهمة في التعليم الزراعي والعلوم والإنتاج في عام 2021.